# Луцковляны
Луцковляны (бел. Луцкаўляны) — агрогородок в Гродненском районе Гродненской области Белоруссии. Входит в состав Индурского сельсовета.

## Географическое положение
Граничит с сёлами Белево, Прокоповичи и Круглики. До областного центра города Гродно — 29 километров.
Рядом с селом протекает река Индурка. На территории Луцковлян находится водоём.

## История

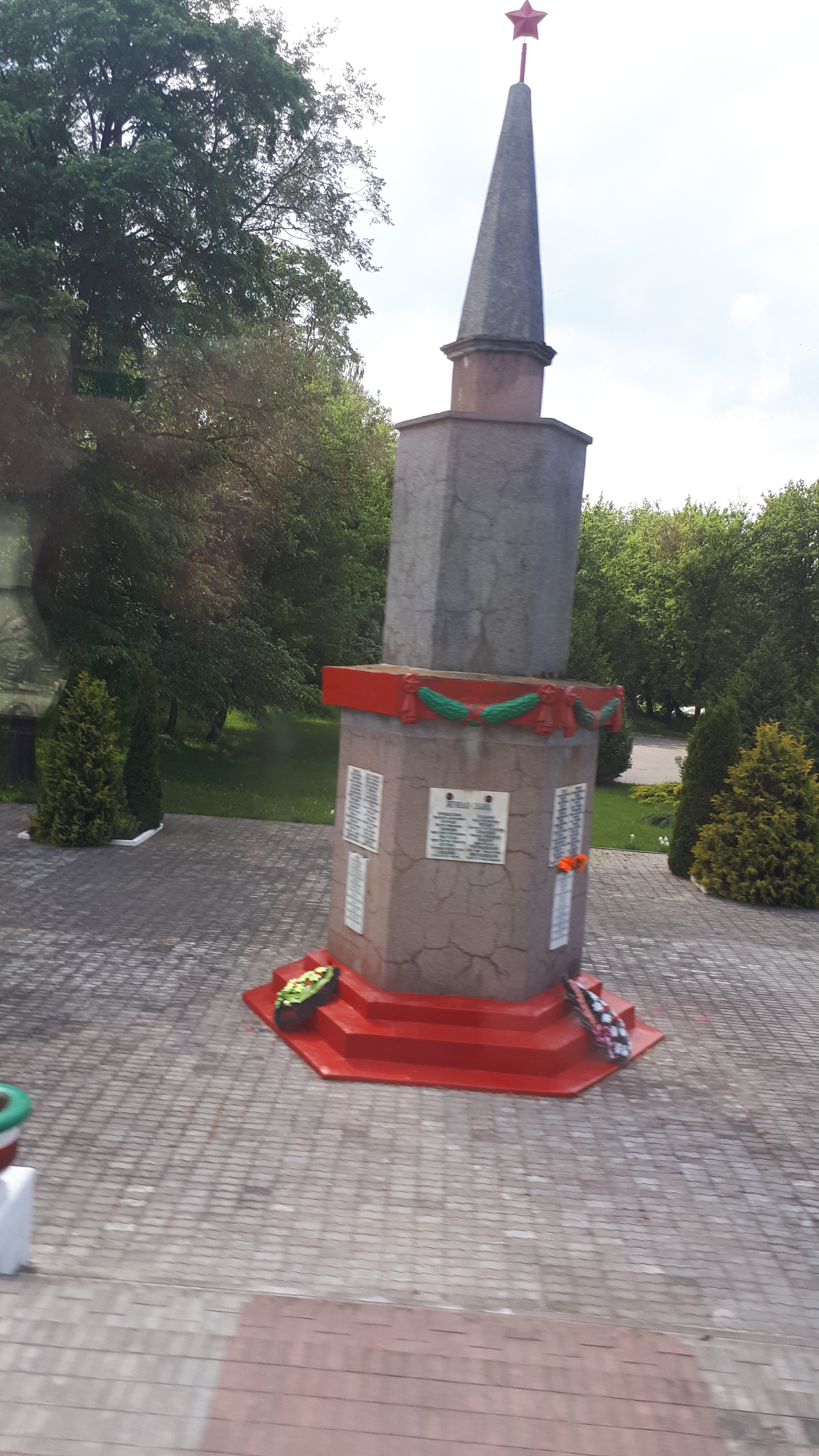
Памятник

Первое упоминание о Луцковлянах относится к 1784 году. Название деревни происходит от лука (излучина).
До Второй мировой войны село являлось частью Польской Республики, входило в гмину Индура Гродненского повета Белостокского воеводства. По данным переписи населения Польши 1921 года в селе проживало 23 человека (21 — католики и 2 — православные). Всего в селе тогда было 5 жилых домов.
В 1951 году на пять колхозов были объединены в один, названный именем Сталина. Первым председателем стал Пётр Иосифович Деньщиков. С 1980 года предприятие возглавляет Василий Афанасьевич Свирид. В 2003 году колхоз был преобразован в Сельскохозяйственный производственный кооператив имени Деньщикова.
В 2006 году Луцковляны были преобразованы в агрогородок.

## Инфраструктура
В селе действует детский сад, школа, дом культуры 
С 1965 года действует историко-краеведческий музей «Память». Музей имеет 10 тысяч экспонатов, среди которых — личные вещи филолога Евфимия Фёдоровича Карского, бюст Петра Иосифовича Деньщикова и неолитические топоры. До наших дней сохранилось здание водяной мельницы конца XIX века.

## Экономика
Функционирует Сельскохозяйственный производственный кооператив имени П. И. Деньщикова (общая площадь сельхозугодий — 9926 гектар), имеются магазины, кафе и отделение «Беларусбанка».
В 2019 году на основе Указа Президента Республики Беларусь № 240 «О государственной поддержке граждан при строительстве (реконструкции) жилых помещений» «Гродножилстрой» начал возводить в агрогородке 17 коттеджей (четырёх квартирных домов) для многодетных семей.